# Politibælte
Et politibælte er et bælte, typisk af nylon eller læder, der bruges og bæres af politibetjente, fængselsbetjente og sikkerhedsvagter til at bære udstyr i en serie punge og lommer, så det er let tilgængeligt. Bæltet kan bruges til at bære en række genstande som bl.a. håndjern og pistoler.
Politibælter er blevet brugt siden begyndelsen af 1900-tallet i stedet for at bære udstyr i frakkelommer. De tidlige typer af bælter var udelukkende fremstillet i læder og med simple lommer som eksempelvis Sam Browne-bæltet. Der er dog også udfordringer forbundet med politibælte, da mængden af udstyr, der bæres i det, kan komme op og veje omkring 9 kg, hvilket begrænser bevægelsesfriheden for bæreren.
Blandt udstyr der kan være en del af en politiuniformen og bæres i et politibælte er håndjern, pistol, politistav, lommekniv, lommelygte, walkie-talkie eller andet radioudstyr, førstehjælpsudstyr, tasere og gummihandsker.